# Marie Laissus
Marie Laissus (* 7. Februar 1978 in Moûtiers) ist eine ehemalige französische Snowboarderin.

## Werdegang
Laissus trat international erstmals bei den Juniorenweltmeisterschaften 1997 in Corno alle Scale in Erscheinung. Dort belegte sie den 14. Platz im Riesenslalom und den 13. Rang in der Halfpipe. Im November 1997 nahm sie in Tignes erstmals am Snowboard-Weltcup der FIS teil und errang dabei den 88. Platz im Riesenslalom. In der Saison 1998/99 erreichte sie in Grächen mit dem fünften Platz im Snowboardcross ihre erste Top-Zehn-Platzierung im Weltcup und zum Saisonende den 13. Platz im Snowboardcross-Weltcup. Beim Saisonhöhepunkt, den Snowboard-Weltmeisterschaften 1999 in Berchtesgaden, wurde sie Sechste im Snowboardcross. Nachdem Plätzen 30 und 14 zu Beginn der Saison 1999/2000, holte sie im Snowboardcross in Zell am See ihren ersten Weltcupsieg. Im weiteren Saisonverlauf erreichte sie im Weltcup sechs Top-Zehn-Platzierungen, darunter jeweils Platz drei in Sapporo und Schönried sowie Rang zwei in Morzine und belegte damit den 20. Platz im Gesamtweltcup sowie den vierten Rang im Snowboardcross-Weltcup. In der Saison 2000/01 kam sie im Weltcup neunmal unter den ersten Zehn. Dabei wurde sie in Whistler und am Kronplatz jeweils Dritte im Snowboardcross und errang damit den 15. Platz im Gesamtweltcup sowie den dritten Platz im Snowboardcross-Weltcup. Bei den Snowboard-Weltmeisterschaften 2001 in Madonna di Campiglio fuhr sie auf den vierten Platz. In der folgenden Saison erreichte sie mit dem zweiten Platz im Snowboardcross-Weltcup ihr bestes Gesamtergebnis. Dabei kam sie bei allen acht Weltcupteilnahmen unter die ersten Zehn und siegte in Tignes sowie in Ruka jeweils im Snowboardcross.
Nach Platz drei in Valle Nevado zu Beginn der Saison 2002/03, wurde Laissus bei den Snowboard-Weltmeisterschaften 2003 am Kreischberg Zehnte im Snowboardcross und belegte mit vier Top-Zehn-Ergebnissen, darunter Rang zwei in Innichen den fünften Platz im Snowboardcross-Weltcup. In der Saison 2003/04 wurde sie französische Meisterin im Snowboardcross und errang im Weltcup den vierten Platz im Snowboardcross-Weltcup. Dabei kam sie in Whistler sowie in Jōetsu jeweils auf den dritten Platz und am Mount Bachelor auf den zweiten Platz im Snowboardcross. In der folgenden Saison erreichte sie mit Platz vier in Saas-Fee bei acht Weltcupteilnahmen ihre einzige Top-Zehn-Platzierung im Weltcup und errang damit den 16. Platz im Snowboardcross-Weltcup. Beim Saisonhöhepunkt, den Snowboard-Weltmeisterschaften 2005 in Whistler, fuhr sie auf den 15. Platz im Snowboardcross. In ihrer letzten Saison 2005/06 holte sie in Saas-Fee ihren vierten Weltcupsieg und errang zudem in
Valle Nevado den dritten Platz. Ihren 100. und damit letzten Weltcup absolvierte sie im Januar 2006 am Kronplatz, welchen sie auf dem 17. Platz im Snowboardcross beendete. Bei ihrer einzigen Olympiateilnahme im Februar 2006 in Turin wurde sie Achte im Snowboardcross und beendete die Saison auf dem 13. Platz im Snowboardcross-Weltcup.

## Teilnahmen an Weltmeisterschaften und Olympischen Winterspielen

### Olympische Spiele
- 2006 Turin: 8. Platz Snowboardcross

### Weltmeisterschaften
- 1999 Berchtesgaden: 6. Platz Snowboardcross
- 2001 Madonna di Campiglio: 4. Platz Snowboardcross
- 2003 Kreischberg: 10. Platz Snowboardcross
- 2005 Whistler: 15. Platz Snowboardcross

## Weltcupsiege und Weltcup-Gesamtplatzierungen

### Weltcupsiege
| Nr. | Datum             | Ort         | Disziplin      |
| --- | ----------------- | ----------- | -------------- |
| 1.  | 3. Dezember 1999  | Zell am See | Snowboardcross |
| 2.  | 17. November 2001 | Tignes      | Snowboardcross |
| 3.  | 15. März 2002     | Ruka        | Snowboardcross |
| 4.  | 22. Oktober 2005  | Saas-Fee    | Snowboardcross |

### Weltcup-Gesamtplatzierungen
| Saison    | Gesamt | Gesamt | Snowboardcross | Snowboardcross |
| Saison    | Punkte | Platz  | Punkte         | Platz          |
| --------- | ------ | ------ | -------------- | -------------- |
| 1997/98   | 1      | 127.   | -              | -              |
| 1998/99   | 288    | 35.    | 670            | 13             |
| 1999/2000 | 561    | 20.    | 4670           | 4.             |
| 2000/01   | 507    | 15.    | 3950           | 3.             |
| 2001/02   | -      | -      | 4110           | 2.             |
| 2002/03   | -      | -      | 2560           | 5.             |
| 2003/04   | -      | -      | 3610           | 4.             |
| 2004/05   | -      | -      | 1628           | 16.            |
| 2005/06   | 2180   | 35.    | 2180           | 13.            |